# Quercus sapotifolia
Quercus sapotifolia là một loài thực vật có hoa trong họ Cử. Loài này được Liebm. miêu tả khoa học đầu tiên năm 1854.

## Hình ảnh